# Alcochera flavipes
Alcochera flavipes är en stekelart som först beskrevs av Johann Ludwig Christian Gravenhorst 1829.  Alcochera flavipes ingår i släktet Alcochera och familjen brokparasitsteklar. Inga underarter finns listade i Catalogue of Life.